# キージ宮殿
キージ宮殿（イタリア語 : Palazzo Chigi）は、イタリア・ローマにあるパラッツォ（宮殿）。イタリアの閣僚評議会議長（首相）官邸として使われている。

## 概要
宮殿はコロンナ広場やコルソ通りに隣接している。アルドブランディーニ家のために1562年にジャコモ・デッラ・ポルタが作り始め、1580年にカルロ・マデルノが完成させた。1659年にはキージ家が購入し、 その後フェリーチェ・デッラ・グレーカとジョヴァン・バッティスタ・コンティーニが改築した。 5階建ての建築物で広い階段と噴水のある内庭、大きな書庫がある。

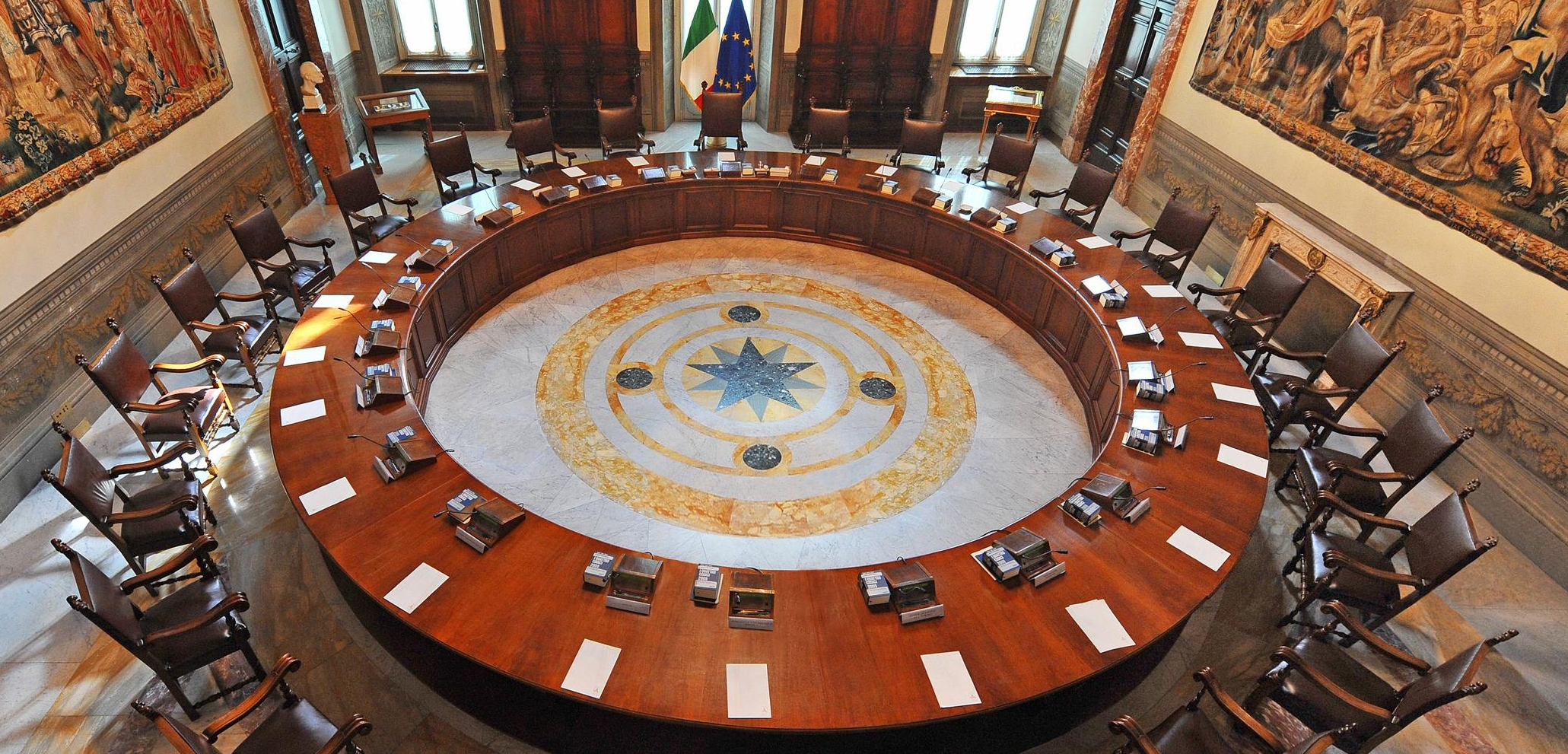
閣僚評議会に使われている会議室

1878年に在イタリアオーストリア＝ハンガリー帝国大使の住居となり、1916年に国有化された。その後は植民地大臣や外務大臣の住居となったのち、1961年からは閣僚評議会に使われるようになった。

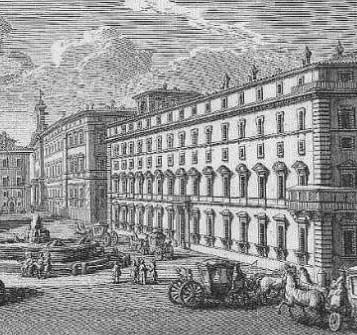
18世紀のキージ宮殿(ジュゼッペ・ヴァシによる)

キージ書庫は数千もの様々な写本があり、かつてキージ家出身のアレクサンデル7世の個人書庫でもあった。それゆえ、ベネディクトゥス15世の代より、バチカンはこの書庫を手に入れようとしたが資金不足であった。 そこで、ピウス11世はピエトロ・タッキ・ヴェントゥーリをベニート・ムッソリーニのもとに派遣し、書庫をバチカンへ無償譲渡することに成功させた。

## 関連する建築物
- マダーマ宮殿 - イタリア元老院議事堂
- モンテチトーリオ宮殿 - イタリア代議院議事堂
- クイリナーレ宮殿 - イタリア共和国大統領官邸
- コンスルタ宮殿（イタリア語版、英語版） - イタリア憲法裁判所（イタリア語版、英語版）（最高裁判所）